# 瓦尔德基兴
瓦尔德基兴是德国巴伐利亚州的一个市镇。总面积80.04平方公里，总人口10507人，其中男性5134人，女性5373人（2011年12月31日），人口密度131人/平方公里。